# Vozrozhdéniye (Gelendzhik, Krasnodar)
Vozrozhdéniye (del ruso: Возрождение) es un seló del ókrug urbano de Gelendzhik del krai de Krasnodar, en el sur de Rusia. Está situado en la desembocadura del río Zhane en el río Mezyb, que junto al río Adérbiyevka desagua en el mar Negro por el río Inogua, 12 km al este de Gelendzhik y 80 km al suroeste de Krasnodar. Tenía 1 546 habitantes en 2010.
Pertenece al municipio Divnomorski.

## Lugares de interés
En los alrededores de la localidad se hallan kurganes adigué de entre los siglos VII y XV. Asimismo se pueden contemplar las cascadas del río Zhane, de hasta 24 m. Una veintena de dólmenes de la Edad de Piedra, en su mayoría en mal estado están diseminados en las inmediaciones de la población. Los que mejor se conservan son 5 (uno en dirección a Gelendzhik y cuatro remontando el río Zhane.

## Transporte
Por la localidad pasan las carreteras federales M4 Don Moscú-Novorosíisk y M27 Novorosíisk-frontera abjasa, que comparten calzada en este tramo.